# Rommel, le guerrier d'Hitler
Pour plus de détails, voir Fiche technique et Distribution.
Rommel, le guerrier d'Hitler (titre original : Rommel) est un téléfilm allemand réalisé par Niki Stein (de), diffusé en 2012 sur Das Erste

## Synopsis

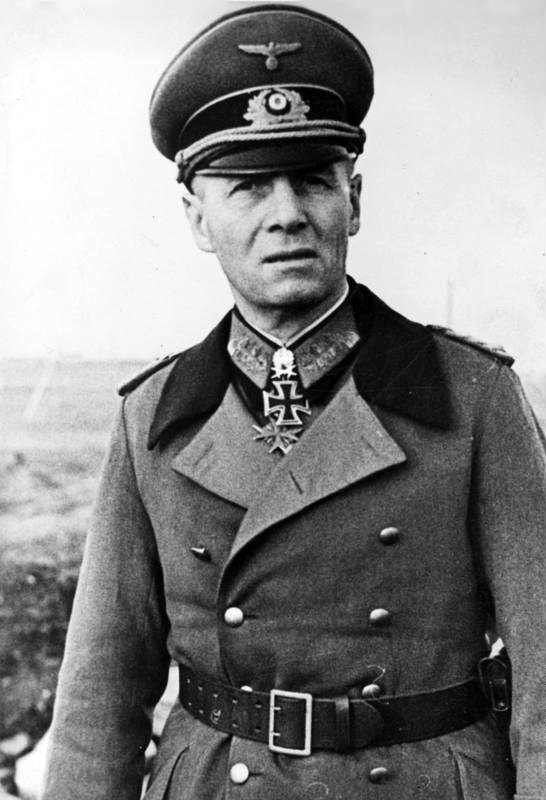
Erwin Rommel en 1943.

En 1944, le Generalfeldmarschall Rommel, surnommé le « Renard du Désert », est chargé d'organiser les défenses allemandes en cas de débarquement allié en France.
Dans son quartier général de La Roche-Guyon en France, il accueille le général Speidel, son nouvel adjoint, avec lequel il sympathise très vite. Rommel qui compte beaucoup d’ennemis au sein du Troisième Reich, sait qu’il peut faire confiance à Speidel, qui n’est pas un nazi fanatique. Persuadé que le débarquement approche, Rommel tente, en vain, de convaincre Hitler de lui accorder des renforts. Face au refus de ce dernier, Speidel propose à Rommel de participer à un projet d’attentat contre le Führer. Le débarquement a lieu, et l’Histoire s’accélère…

## Fiche technique
- Titre original : Rommel (en Allemagne)
- Titre français : Rommel, le guerrier d'Hitler
- Réalisation : Niki Stein (de)
- Scénario : Niki Stein
- Musique :
- Société de production :
- Société de distribution :
- Pays d'origine :  Allemagne
- Lieu de tournage :  
  - La Roche-Guyon, Val-d'Oise, France
  - Audinghen, Pas-de-Calais, France
  - Allemagne
- Langue originale : allemand
- Genre : histoire, film biographique et guerre
- Durée : 2 h 0 min
- Budget :
- Dates de sortie :  
  -  Allemagne : 1er novembre 2012 (télévision)
  -  France : 19 juin 2013 (en vidéo)

## Distribution

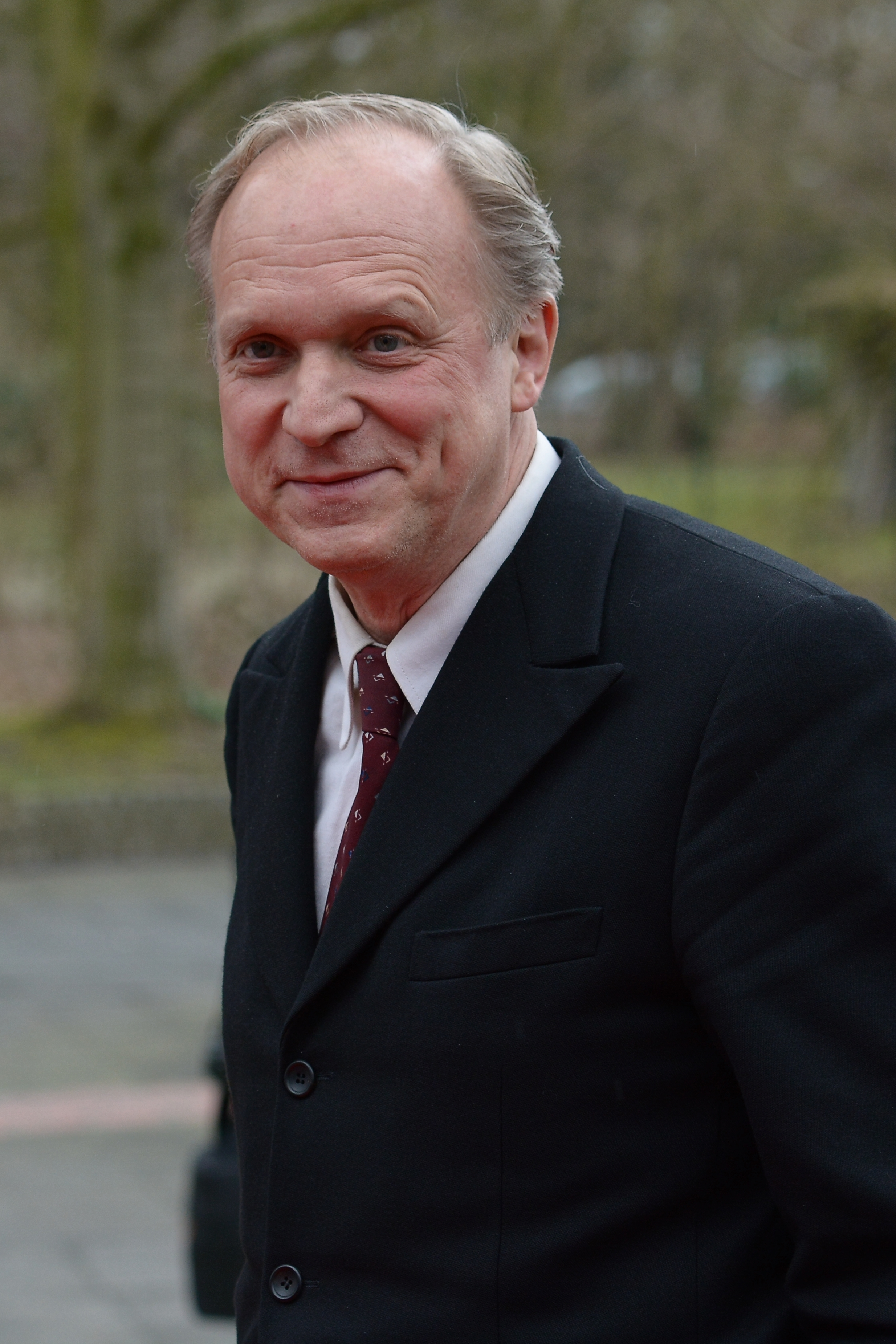
L’acteur allemand Ulrich Tukur est l’interprète de Rommel.

- Ulrich Tukur : Generalfeldmarschall Erwin Rommel
- Benjamin Sadler : Generalmajor Hans Speidel
- Aglaia Szyszkowitz : Lucie Rommel
- Thomas Thieme (de) : Generalfeldmarschall Günther von Kluge
- Hanns Zischler : Generalfeldmarschall Gerd von Rundstedt
- Tim Bergmann : Oberleutnant Caesar von Hofacker
- Vicky Krieps : la comtesse de La Rochefoucauld
- Johannes Silberschneider : Adolf Hitler
- Robert Schupp : le colonel Hermann Aldinger (de)
- Maximilian von Pufendorf : l’officier Hans-Georg von Tempelhoff (de)
- Oliver Nägele : General Günther Blumentritt
- Hubertus Hartmann : General Carl-Heinrich von Stülpnagel
- Klaus J. Behrendt : Generaloberst Heinz Guderian
- Hary Prinz : General Leo Geyr von Schweppenburg
- Harry Blank : General Rudolf Schmundt
- Michael Kranz: Karl Daniel
- Patrick Mölleken : Manfred Rommel
- Rolf Kanies : le colonel Eberhard Finckh
- Joe Bausch : Generalfeldmarschall Wilhelm Keitel
- Peter Kremer : General Wilhelm Burgdorf
- Peter Wolf : Obergruppenführer Ernst Kaltenbrunner
- Hans Kremer : General Erich Marcks